# Synagoge von Naʿaran
Koordinaten: 31° 54′ 47″ N, 35° 28′ 9″ O

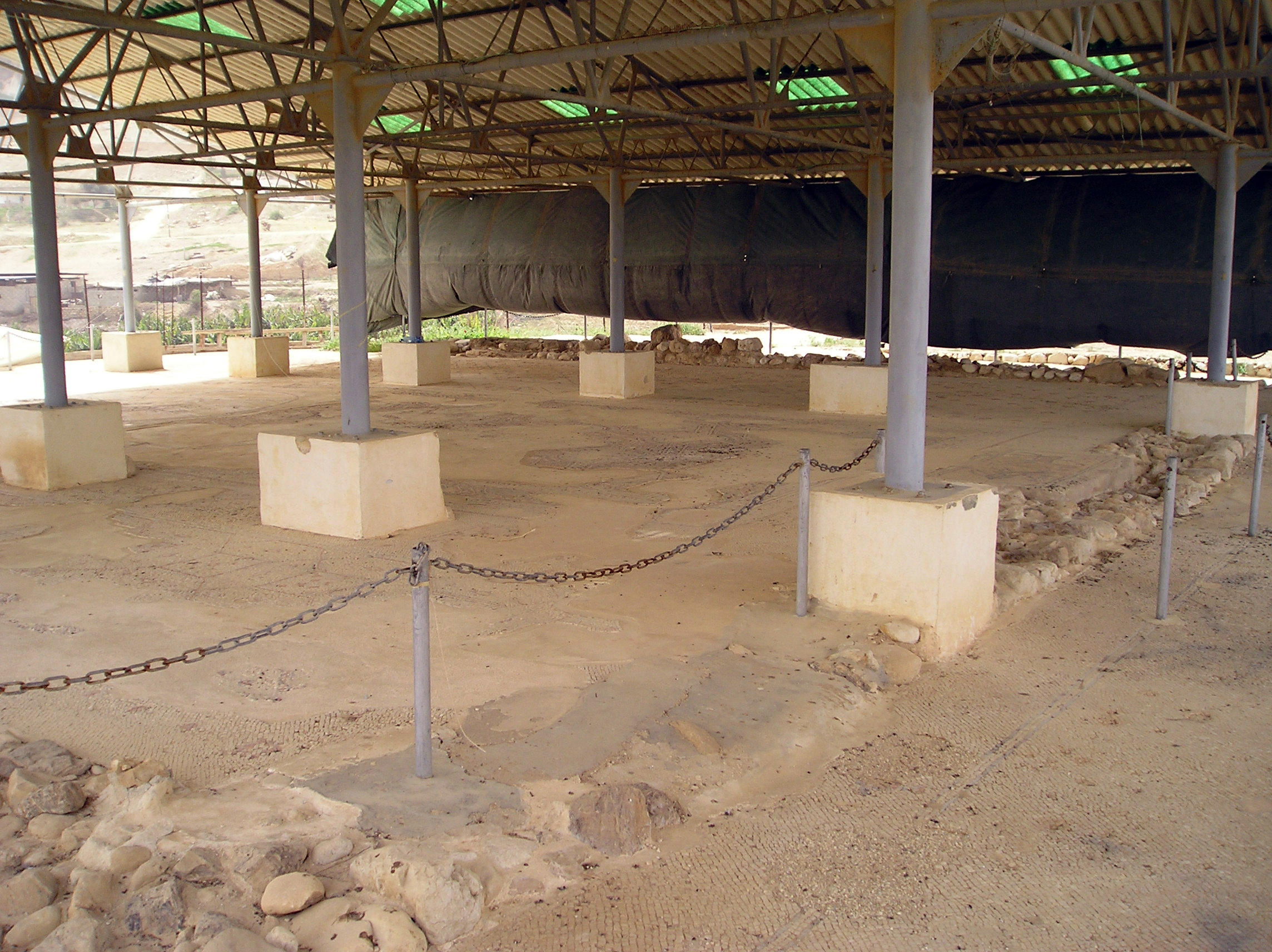
Die Synagoge von Naʿaran (2006).

Die Synagoge von Naʿaran war eine antike Synagoge aus byzantinischer Zeit beim Kibbuz Naʿaran, etwa 5 km nördlich von Jericho.
Während des Ersten Weltkrieges war die Gegend um Jericho zwischen Truppen des Osmanischen Reiches und des Australian and New Zealand Army Corps (ANZAC) umkämpft. Bei einem Granatenbeschuss im Sommer 1918 wurden Teile eines antiken Mosaiks freigelegt. Der Feldgeistliche der australischen Truppen W. M. Woods, ein passionierter Hobbyarchäologe, identifizierte den Ort nach dem Pilgerbericht des russischen Abtes Daniel aus dem 12. Jahrhundert mit dem biblischen Gilgal, an dessen Stelle unter Kaiser Konstantin eine Kirche errichtet worden sein soll. Teile des Mosaiks wurden geborgen und als Kriegsbeute nach Australien verbracht. Sie sind dort bis heute in der anglikanischen St. James Church in Sydney zu sehen. Nach Ende des Krieges wurde die Stelle von den Dominikanern Louis-Hugues Vincent und Marie-Joseph Lagrange von der École biblique untersucht und von Vincent ausgegraben. Die Funde zeigten deutlich, dass es sich bei dem Gebäude um eine Synagoge handeln müsse, da der Mosaikboden jüdische Symbole wie die Menora, das Schofar oder einen Lulav, sowie aramäische und hebräische Weihinschriften zeigt. Weitere Teile des Mosaiks wurden entfernt und in das Museum der École biblique verbracht.
Die ausgegrabene Ruine des Gebäudes befindet sich jetzt auf dem Kibbuzgelände unter einem Schutzdach.